# 飯面雅子
飯面 雅子（いいめん まさこ）は日本のサンドアーティスト、砂アニメーション作家。東京都出身。武蔵野美術大学造形学部視覚伝達デザイン学科卒業。
日本における、サンドアート（砂アニメーション、サンドパフォーマンス）の作家、アーティストとして活動している。日本アニメーション協会・社団法人日本映画テレビ技術協会・日本サンドアート・パフォーマンス協会の会員。

## 略歴
学生時代より砂をマチエールとしたアニメーション作品を制作する。手塚治虫からはその作品を「愛おしさ溢れる」と評された。
武蔵野美術大学の在学時、1980年に自主制作アニメーションの制作・上映集団であるアニメーション80の設立メンバーとなり、「浮遊卵」や「土曜日にサヨナラ」 を発表。
1987年、テレビアニメ『きまぐれオレンジ☆ロード』（日本テレビ）の2代目エンディングアニメーションを制作した。
長野県・上田市マルチメディア情報センターの常設展示作品である『SARUTOBIくん』(石ノ森章太郎原作、鈴木伸一アニメーション監督作品）での砂アニメーションパートを制作し、日本アニメーション協会においてこの作品の全編上映が行なわれた。「プチプチアニメ」での『すなあそび』の発表を機にNHKエデュケーショナルよりのオファーを中心に、本格的に商業アニメーション作家の道を歩みだす。

## 主な作品
- 「浮遊卵」（学生時代の8mm作品、3分40秒）
- 「土曜日にサヨナラ」 （学生時代の8mm作品、2分38秒）
- 『きまぐれオレンジ☆ロード』エンディング（日本テレビ、1分40秒）
- プチプチアニメ「すなあそび」（NHK教育テレビ、1995年、5分00秒）
- 「SARUTOBIくん」砂アニメーション部分制作（長野県・上田市マルチメディア情報センター）
- 日清製粉WEBサイト 『こなニメーション（小麦粉アニメ）』 （日清製粉グループ 2008年）
- 「SMAP×SMAP」ブリッジアニメーション （フジテレビ 2009年）
- ｢Every little thingツアーMEET」『Frgile』バックビジュアル（2009年）
- 「メタモルフォーゼの花」（千葉市科学館 砂アニメーション 2011年）
- 「砂の国のアリス」（六本木アートナイト サンドアートパフォーマンス 2012年）
- 「安珍清姫」（銀座タクト サンドアートパフォーマンス 2012年）
- 「ぼうけんしよう!!」 （第2回いわきぼうけん映画祭OPムービー サンドアニパフォーマンス 2013年）
- 「8月の砂猫」（六本木国立新美術館 砂アニメーション 2013年）
- 「オオクニヌシの物語」(日本神経放射線学会 米子 華水亭 サンドアートパフォーマンス 2014年)
- 「刻のおるごぉる」(六甲オルゴールミュージアム サンドアニパフォーマンス 2014年 )
- 「ライブスペクタクルNARUTO」 （バックビジュアル サンドアニパフォーマンス 2015年）
- 松尾貴臣「へんぺいそく」PV（OpusII サンドアニパフォーマンス 2015年）
- 「火の鳥–流砂編−Ver.2」 （手塚治虫原作 サンドアニパフォーマンス 2016年）
- 「ピノッキオの冒険」 （原作 カルロ・コッローディ サンドパフォーマンス 2017年）